# Peribaea hertingi
Peribaea hertingi är en tvåvingeart som beskrevs av Andersen 1996. Peribaea hertingi ingår i släktet Peribaea och familjen parasitflugor.
Artens utbredningsområde är Finland. Arten är reproducerande i Sverige. Inga underarter finns listade i Catalogue of Life.